# Pansarvärnshelikopter
- Övre vänster: Tysk Tysk Alouette II bestyckad som pansarvärnshelikopter med Nord AS.11-robotar.
- Övre höger: Svensk helikopter 9A-pansarvärnshelikopter under utprovning med HeliTOW-robotsystem.
- Undre vänster: Tre stycken svenska helikopter 9A-pansarvärnshelikoptrar.
- Undre höger: Amerikansk UH-1B Huey bestyckad som pansarvärnshelikopter med AGM-22-robotar.

Pansarvärnshelikopter (militärförkortning: pvhkp, NATO-engelska: anti-armor helicopter, anti-tank helicopter, kort: ATH) är en stridshelikopter som särskilt utrustats och bestyckats för pansarvärn – uppgiften att bekämpa pansarstyrkor. 
Fördelen med pansarvärnshelikoptrar jämte attackhelikoptrar är deras potentiella kosteffektivitet inom ramen för helikopterpansarvärn. Bestyckning utgörs i regel av ett pansarvärnsrobotsystem med optroniskt riktsystem som tillåter pansarbekämpning på så pass lång distans att pansarvärnshelikoptrar ej avses behöva delta i strid på avstånd där de löper risk för finkalibrig eld och dito. Av detta bygger de traditionellt på billigare oskyddade lätta helikoptrar där manövrerbarhet i terräng, varningssystem och motmedel avses som tillräckligt skydd för uppdraget.
Det förekommer även att attackhelikoptrar används som pansarvärnshelikoptrar uteslutet vid behov.

## Pansarvärnshelikopterns historia i Sverige

### Helikopter 2
Inför svenska försvarsmaktens köp av franska helikoptern Aérospatiale Alouette II, sedermera helikopter 2, utförde fransmännen en demonstration av en Nord SS.11-bestyckad Alouette II vid Väddö skjutfält under oktober 1958. Försöken var lyckade men inget köp att beväpnade "alouetter" undertogs.

### Helikopter 3
Det skulle dröja till 1966 innan de första inhemska pansarvärnshelikopterförsöken gjordes i Sverige. Vid inköpet av helikopter 3 bestämdes det att beställa dessa med möjlighet att montera vapenställ ifall det skulle bli relevant att förse dessa med pansarvärnsrobotar. Detta kom att tas upp 1965 och 1966 utrustades en hkp 3A (s/n 03306) med pansarvärnsrobot 53 för skjutförsök vid Bofors skjutfält. Sex robotar monterades enkelt, tre på var sida. Riktdonet fick sitta på skyttens bröst med styrdonet fastmonterat i en svivelarm framför honom. Skyttar blev Bofors ingenjörer Kallin och Frölin.
Försöken var lyckade men inga hkp 3 kunde allokeras för pvhkp-bruk. Istället bestämdes att nya helikoptrar skulle köpas in för ändamålet.

### Helikopter 6 (Saab-Scania Helios)
1976 började gjorde armén försök med takmonterad siktesutrustning hos två helikopter 6 utvecklat av Saab-Scania. Systemet hette Helios och bestod av ett gyrostabiliserade sikte med målmarkerande videokamera. Det kunde sammankopplas med bland annat robotsystem som BGM-71 TOW och RBS 70 men inga robotförsök gjordes ihop med utprovningen. Helikoptrarna flög dock periodvis med enkla robotattrapper för övningsändamål.

### Helikopter 8

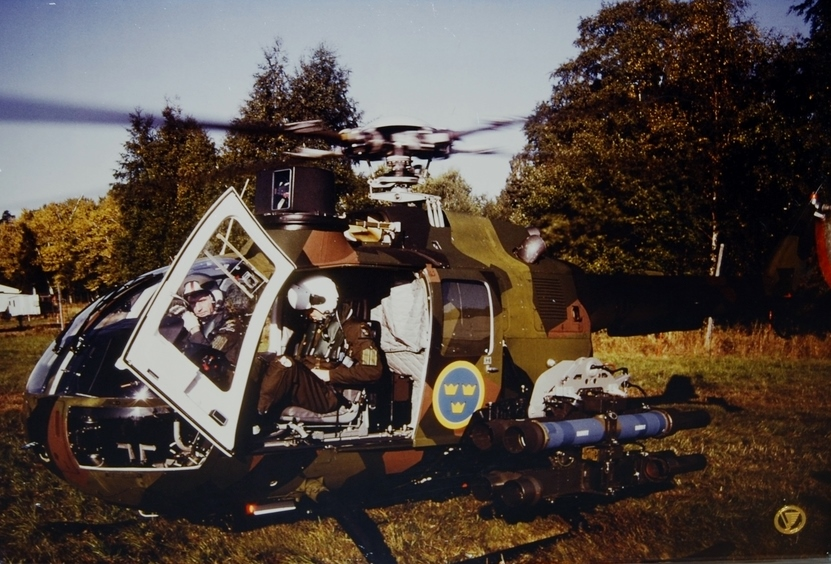
MBB Bo 105CB TOW på utprovning i Sverige, bestyckad med fyra M65 TOW-system och ett Hughes/British Aerospace taksikte.

Hösten 1980 påbörjades pansarvärnshelikopterförsök igen under projektnamnet helikopter 8 och flera olika helikoptertyper ställdes till förfogande och översändes till Norrbottens arméflygbataljon (AF 1) för utprovning. Mellan 1983 och 1984 fick FMV in att antal offerter på framtida pansarvärnshelikoptrar till armén.
Efter utvärderingar om offerterna fanns det till slut två slutkandidater: Aérospatiale AS 355 och MBB Bo 105CB. Båda ansågs vara möjliga pansarvärnshelikoptrar som uppfyllde kravspecifikationen, om än med små marginaler. Bo 105 värderades som något bättre ut teknisk och taktisk synpunkt, medan AS 355 värderades som en bättre arbetsplats för besättningen. Valet föll på Bo 105 och i juli 1984 skrev FMV kontrakt med MBB om att köpa tjugo stycken Bo 105CBS (svensk variant av Bo 105CB3) med leverans 1987 – sedermera betecknade helikopter 9A.

### Helikopter 9 (Saab-Emerson HeliTOW)

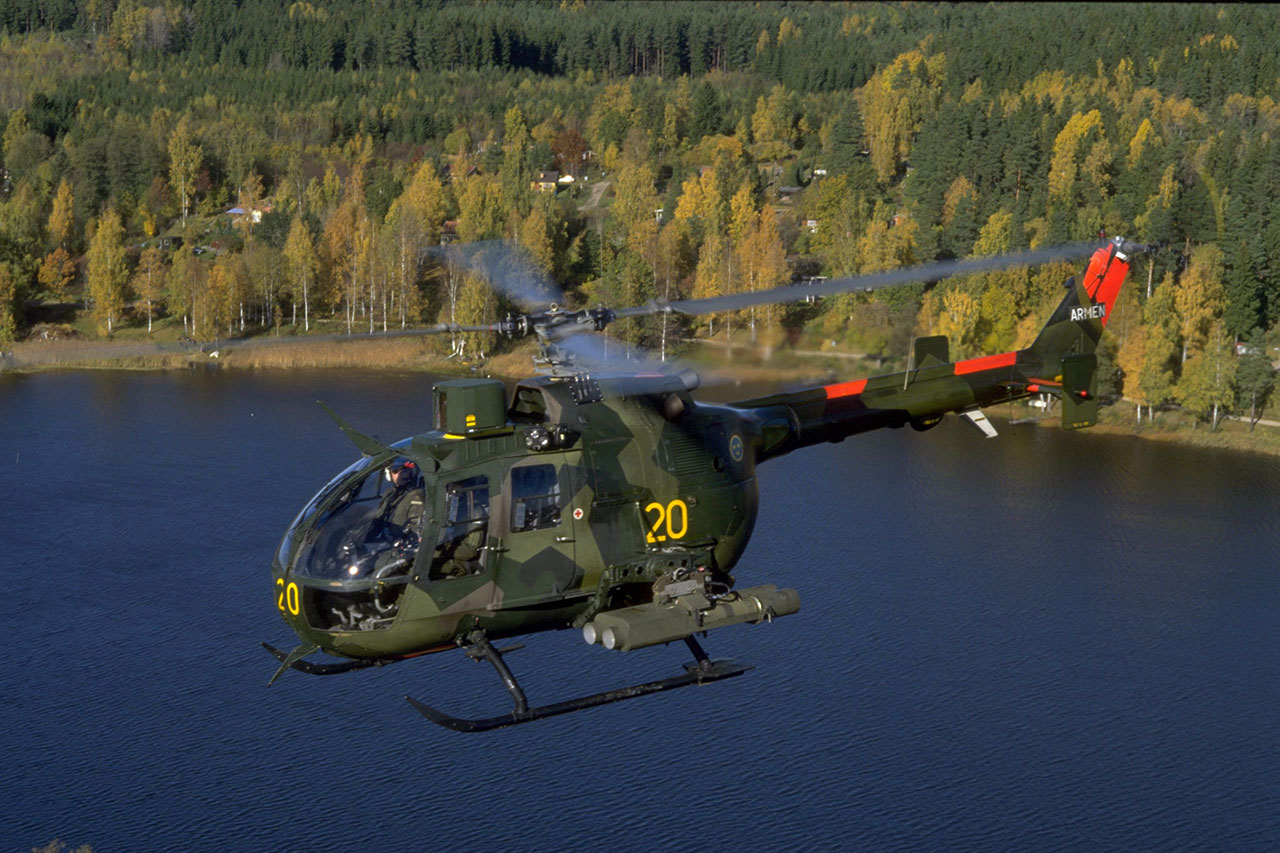
Svensk helikopter 9A-pansarvärnshelikopter.

Helikopter 9A avsågs beväpnas med robotsystemet Saab-Emerson HeliTOW (robotsystem 55H), en vidareutveckling av Saabs taksikte Helios och TOW-systemet M65, utvecklad i samarbete mellan svenska Saab AB som stod för siktet och amerikanska Emerson Defense Systems som stod för robotställen. Systemet kom med ett avancerat taksikte och fyra robottuber för BGM-71 TOW (pansarvärnsrobot 55), två per sida om helikoptern.
Helikoptrarna levererades 1987 och under 1990-talet kom dessa att användas på Norrbottens arméflygbataljon (AF 1) och Östgöta arméflygbataljon (AF 2) i varsina kompanier. Under slutet av 1990-talet avvecklades helikopter 9A som pansarvärnshelikopter.

## Typexempel per land
| Land      | Namn                          | Förkortning | Grund                             |
| --------- | ----------------------------- | ----------- | --------------------------------- |
| Belgien   | A109BA                        |             | Agusta A109                       |
| Danmark   | AS 550 C2                     |             | Eurocopter Fennec                 |
| Frankrike | SA.313B                       |             | Aérospatiale Alouette II          |
| Frankrike | SA.316B                       |             | Aérospatiale Alouette III         |
| Frankrike | SA.3164                       |             | Aérospatiale Alouette III         |
| Frankrike | SA.341F                       |             | Aérospatiale Gazelle              |
| Frankrike | SA.342M                       |             | Aérospatiale Gazelle              |
| Rumänien  | IAR-316                       |             | Aérospatiale Alouette III         |
| Rumänien  | IAR-317 Skyfox                |             | Aérospatiale Alouette III         |
| Sverige   | helikopter 9A                 | hkp 9A      | Messerschmitt-Bölkow-Blohm Bo 105 |
| Tyskland  | Panzerabwehrhubschrauber 1    | PAH-1       | Messerschmitt-Bölkow-Blohm Bo 105 |
| Tyskland  | Panzerabwehrhubschrauber 1 A1 | PAH-1A1     | Messerschmitt-Bölkow-Blohm Bo 105 |
| Tyskland  | Panzerabwehrhubschrauber 1 A2 | PAH-1A2     | Messerschmitt-Bölkow-Blohm Bo 105 |
| Tyskland  | Panzerabwehrhubschrauber 2    | PAH-2       | Eurocopter Tiger                  |